# روجر باول
روجر باول (بالإنجليزية: Roger Powell)‏ هو موسيقي وملحن وعالم حاسوب أمريكي، ولد في 14 مارس 1949.

## وصلات خارجية
- الموقع الرسمي
- روجر باول على موقع ميوزك برينز (الإنجليزية)
- روجر باول على موقع أول ميوزيك (الإنجليزية)
- روجر باول على موقع ديسكوغز (الإنجليزية)